# Prionopelta amieti
Prionopelta amieti is een mierensoort uit de onderfamilie van de Amblyoponinae. De wetenschappelijke naam van de soort is voor het eerst geldig gepubliceerd in 1974 door Terron.